# ريبيكا أونيل
ريبيكا أونيل (بالإنجليزية: Rebecca O'Neill)‏ (9 نوفمبر 1981 - ) هي لاعبة كرة قدم نيوزلندية في مركز الدفاع. شاركت مع منتخب نيوزيلندا الوطني لكرة القدم للنساء.

## وصلات خارجية
- ريبيكا أونيل على موقع قاعدة بيانات كرة القدم.إي يو (الإنجليزية)